# Grupul Pasiphae
Grupul Pasiphae este un grup de sateliți neregulați retrograzi ai lui Jupiter care urmează orbite similare cu Pasiphae și se crede că au o origine comună.
Semiaxele lor mari (distanțele de la Jupiter) variază între 22,8 și 24,1 milioane km (același interval ca și grupul Carme), înclinațiile lor între 144,5° și 158,3° și excentricitățile lor între 0,25 și 0,43.

Această diagramă ilustrează cei mai mari sateliți neregulați ai lui Jupiter. Dintre grupul Pasiphae, Sinope și Pasiphae însuși sunt etichetați. Poziția unui obiect pe axa orizontală indică distanța acestuia față de Jupiter. Axa verticală indică înclinația acesteia. Excentricitatea este indicată de bare galbene care ilustrează distanțele maxime și minime ale obiectului față de Jupiter. Cercurile ilustrează dimensiunea unui obiect în comparație cu celelalte.

Membrii de bază ai grupului includ (perioadele negative indică orbite retrograde): 
| Nume       | Diametru (km) | Perioadă (zile) | Note                                    |
| ---------- | ------------- | --------------- | --------------------------------------- |
| Pasiphae   | 57,8          | −722,34         | cel mai mare membru și prototip de grup |
| Sinope     | 35            | −777,29         | culoare rosie                           |
| Callirrhoe | 9.6           | −787,43         | culoare roșiatică                       |
| Megaclite  | 5             | −747,09         | culoare roșiatică                       |
| Autonoe    | 4             | −719,01         |                                         |
| Eurydome   | 3             | −722,59         |                                         |
| Sponde     | 2             | −734,89         |                                         |

Uniunea Astronomică Internațională (UAI) rezervă nume care se termină în -e pentru toți sateliții retrograzi, iar pentru (sateliții prograzi, numele terminându-se în « -a »).

## Origine
Se crede că grupul Pasiphae s-a format când Jupiter a capturat un asteroid care s-a destrămat ulterior după o coliziune. Asteroidul original nu a fost perturbat puternic: se calculează că corpul original avea 60 de km în diametru, aproximativ aceeași dimensiune ca Pasiphae; Pasiphae reține 99% din masa corpului original. Totuși, dacă Sinope aparține grupului, raportul este mult mai mic, de 87%. 
Spre deosebire de grupurile Carme și Ananke, teoria unei singure origini a impactului pentru grupul Pasiphae nu este acceptată de toate studiile. Acest lucru se datorează faptului că grupul Pasiphae, deși similar în semiaxe mari, este mai larg dispersat în înclinație. Alternativ, Sinope ar putea să nu facă parte din rămășițele aceleiași coliziuni și să fie capturat independent.  Diferențele de culoare dintre obiecte (gri pentru Pasiphae, roșu deschis pentru Callirrhoe și Megaclite ) sugerează, de asemenea, că grupul ar putea avea o origine mai complexă decât o singură coliziune. 

Această diagramă compară elementele orbitale și dimensiunile relative ale membrilor de bază ai grupului Pasiphae. Axa orizontală ilustrează distanța medie a acestora față de Jupiter, axa verticală înclinația lor orbitală, iar cercurile dimensiunile lor relative.

Această diagramă compară dispersia largă a grupului Pasiphae (roșu) cu grupurile mai compacte Ananke (albastru) și Carme (verde).